# Mac Coy
Pour les articles homonymes, voir Mc Coy.

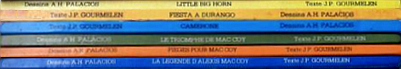
Quelques albums de Mac Coy.

Mac Coy est une série de bandes dessinées réalisée par Antonio Hernández Palacios et Jean-Pierre Gourmelen à partir des années 1970.

## Synopsis
Le cadre de cette série est le Far West et la fin de la guerre de Sécession nord-américaine. Le capitaine Alexis Mac Coy, héros sudiste, est fait prisonnier devant Savannah par les troupes de l'Union à la fin de la guerre entre Confédérés et Nordistes. Rapidement enrôlé par les Yankees pour une mission délicate au Mexique, il est chargé de récupérer une forte somme en or, issue du détournement de la solde d'une armée nordiste, accompagné du sergent Charley. Après cet échec, et quelques aventures mexicaines, il retourne aux États-Unis et s'engage dans un régiment de cavalerie américaine commandé par son ancien général sudiste. 
Mélant l'histoire à la fiction, les concepteurs de la série s'attardent notamment sur l'épisode des légionnaires français qui tinrent tête à 2000 mexicains juaristes en révolution pour permettre la sauvegarde d'un convoi, racontée en détail par le héros éponyme à ses supérieurs (ce récit constitue la trame du tome 11 de la série, titré Camerone, du nom de la célèbre bataille du même nom).
Les premiers tomes de cette BD sont très fortement inspirés des Aventures du Brigadier Gérard de Sir Arthur Conan Doyle.

## Spécificité artistique
Palacios a pris le contre-pied d'autres dessinateurs en accordant beaucoup d'importance aux personnages, notamment les nations ayant participé à la conquête américaine mais peu représentés habituellement comme les Espagnols ou les Français. Il a détaillé profondément l'attitude de chacun d'eux en respectant les conventions et le monde du Western, grandes étendues inspirées du cinéma et des tableaux paysagers, pistoleros, conquêtes de l'Ouest, bivouacs ou encore saloons sont au rendez-vous. De plus, les traits nombreux sur les visages transcrivent les émotions, et le fameux cow-boy n'est bien sûr pas oublié.

## Albums

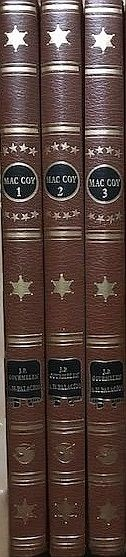
Alexis Mac Coy aux éditions Rombaldi.

1. La Légende d'Alexis Mac Coy
2. Un nommé Mac Coy
3. Pièges pour Mac Coy
4. Le Triomphe de Mac Coy
5. Wanted Mac Coy
6. La Mort blanche
7. Trafiquant de scalps[2]
8. Little Big Horn
9. Le Canyon du diable
10. Fiesta à Durango
11. Camerone
12. L'Outlaw
13. Les Collines de la peur
14. Le Désert des fous
15. Mescaleros station
16. Le Fantômes de l'Espagnol
17. Terreur apache
18. La Malle au sortilège
19. La Lettre de Hualco
20. Lointaine Patrouille
21. Sur la piste de Miss Kate